# 피아노 사중주 1번 (브람스)
《피아노 4중주 1번 사단조 작품번호 25》는 요하네스 브람스가 1856년에서 1861년 사이에 작곡했다. 이곡은 1861년 함부르크에서 클라라 슈만의 피아노 연주와 함께 초연되었다. 그리고 1862년 11월 16일 빈에서 헬메스베르거 현악 4중주단(Hellmesberger Quartet)과 브람스의 피아노 협연으로 연주되었다. 다른 피아노 4중주들처럼 피아노, 바이올린, 비올라, 첼로로 구성되어있다.

## 악장
4개의 악장으로 구성되어있다.
1. Allegro (G minor)
2. Intermezzo: Allegro ma non troppo — Trio: Animato (C minor, ends in C major)
3. Andante con moto (E♭ major)
4. Rondo alla Zingarese: Presto (G minor)

## 구성

### 1악장
Allegro 빠르게

### 2악장
Allegro, ma non troppo 빠르게, 그러나 지나치지 않게

### 3악장
Andante con Moto 안단테보다 조금 빠르게, 그러나 활기 있게

### 4악장
Presto, Rondo alla Zingarese 매우 빠르게, 집시 풍의 론도